# Montrouziera sphaeriflora
Montrouziera sphaeriflora är en tvåhjärtbladig växtart som beskrevs av Panch.. Montrouziera sphaeriflora ingår i släktet Montrouziera och familjen Clusiaceae. Inga underarter finns listade i Catalogue of Life.